# Atterkogel
Atterkogel är en bergstopp i Österrike.   Den ligger i distriktet Liezen och förbundslandet Steiermark, i den centrala delen av landet, 200 kilometer väster om huvudstaden Wien. Toppen på Atterkogel är 1 769 meter över havet.
Terrängen runt Atterkogel är bergig åt nordost, men åt sydväst är den kuperad. Närmaste större samhälle är Bad Aussee, 6,3 kilometer söder om Atterkogel. 
Trakten runt Atterkogel består i huvudsak av gräsmarker. Runt Atterkogel är det ganska glesbefolkat, med 25 invånare per kvadratkilometer.